# Lodowiec Rybaka
Lodowiec Rybaka (ang. Rybak Glacier) – lodowiec na Wyspie Króla Jerzego na półwyspie Kraków Peninsula, opada od Kopuły Krakowa w kierunku Zatoką Admiralicji między Szczytem Puchalskiego a Nunatakami Rembiszewskiego.
Nazwa została nadana przez polską ekspedycję antarktyczną.